# Giulio Paradisi
Giulio Paradisi (Roma, 21 marzo 1934) è un attore e regista italiano.

## Biografia
Diciottenne si iscrive al Centro Sperimentale di Cinematografia di Roma nel corso di recitazione diplomandosi nel 1955, suoi compagni di corso furono Nando Cicero, Mario Longo, Luisa Rivelli, Anita Todesco, i docenti erano Tina Lattanzi, Carlo Tamberlani e Dina Perbellini.  Partecipa durante il corso a piccole parti in film del periodo tra cui Peccato che sia una canaglia di Blasetti, Gli sbandati di Maselli.
Nel 1959 è nel cast del film La dolce vita come facente parte del gruppo dei paparazzi, nello stesso anno inizia l'attività di aiuto regista per Fellini, Giannetti e Comencini, sino al passaggio ai cortometraggi pubblicitari e dal 1969 ai lungometraggi per il grande schermo, si dedica successivamente anche alla regia di spettacoli di prosa teatrali e musical.

## Filmografia

### Attore

#### Cinema
- Peccato che sia una canaglia, regia di Alessandro Blasetti (1954)
- Gli sbandati, regia di Francesco Maselli (1955)
- I quattro del getto tonante, regia di Fernando Cerchio (1955)
- La fortuna di essere donna, regia di Alessandro Blasetti (1956)
- La donna del giorno, regia di Francesco Maselli (1957)
- Amore e chiacchiere, regia di Alessandro Blasetti (1957)
- Gente felice, regia di Mino Loy (1957)
- 3 straniere a Roma, regia di Claudio Gora (1958)
- Brevi amori a Palma di Majorca, regia di Giorgio Bianchi (1959)
- Le notti dei teddy boys, regia di Leopoldo Savona (1959)
- La dolce vita, regia di Federico Fellini (1960)
- Un eroe del nostro tempo, regia di Sergio Capogna (1960)
- Madri pericolose, regia di Domenico Paolella (1960)
- 8½, regia di Federico Fellini (1963)
- Camminacammina, regia di Ermanno Olmi (1983)

#### Televisione
- La famiglia Benvenuti, serie tv (1968-1970)
- Correva l'anno di grazia 1870, film tv (1972)

### Regista
- Terzo Canale - Avventura a Montecarlo (1970)
- Ragazzo di borgata (1976)
- Stridulum (1979)
- Tesoromio (1979)
- Spaghetti House (1982)